# Rhizorhagium palori
Rhizorhagium palori är en nässeldjursart som beskrevs av Mammen 1963. Rhizorhagium palori ingår i släktet Rhizorhagium och familjen Bougainvilliidae.
Artens utbredningsområde är Indiska oceanen. Inga underarter finns listade i Catalogue of Life.